# Episodi di Nonno all'improvviso
La prima ed unica stagione della serie televisiva Nonno all'improvviso, composta da 22 episodi, è stata trasmessa sul canale statunitense Fox dal 29 settembre 2015 al 10 maggio 2016.
In Italia, la stagione è andata in onda dal 17 luglio al 14 agosto 2017 su Rai 3.
| nº | Titolo originale          | Titolo italiano                 | Prima TV USA      | Prima TV Italia |
| -- | ------------------------- | ------------------------------- | ----------------- | --------------- |
| 1  | Pilot                     | Improvvisamente nonno           | 29 settembre 2015 | 17 luglio 2017  |
| 2  | Dad Face                  | Giornata in famiglia            | 6 ottobre 2015    | 18 luglio 2017  |
| 3  | Guys' Night               | Una serata tra uomini           | 13 ottobre 2015   | 19 luglio 2017  |
| 4  | Deadbeat                  | Lo scroccone                    | 20 ottobre 2015   | 20 luglio 2017  |
| 5  | Edie's Two Dads           | I due papà di Edie              | 3 novembre 2015   | 21 luglio 2017  |
| 6  | My Amal                   | La mia Amal                     | 10 novembre 2015  | 24 luglio 2017  |
| 7  | Sexy Guardian Angel       | Un sexy Angelo Custode          | 17 novembre 2015  | 25 luglio 2017  |
| 8  | Gerald's Two Dads         | I due papà di Gerald            | 24 novembre 2015  | 26 luglio 2017  |
| 9  | Jimmy & Son               | Jimmy e figlio                  | 1º dicembre 2015  | 27 luglio 2017  |
| 10 | Perfect Physical Specimen | Il modello dal fisico perfetto  | 5 gennaio 2016    | 28 luglio 2017  |
| 11 | The Sat Pack              | Gli amici del sabato sera       | 12 gennaio 2016   | 31 luglio 2017  |
| 12 | Baby Model                | La piccola modella              | 19 gennaio 2016   | 1º agosto 2017  |
| 13 | Tableside Guacamole       | Guacamole espresso              | 26 gennaio 2016   | 2 agosto 2017   |
| 14 | Budget Spa                | Centro malessere                | 2 febbraio 2016   | 3 agosto 2017   |
| 15 | The Biter                 | Il morditore                    | 9 febbraio 2016   | 4 agosto 2017   |
| 16 | Gerald Fierce             | Gerarld furioso                 | 16 febbraio 2016  | 7 agosto 2017   |
| 17 | The Boyfriend Experience  | L'esperienza da fidanzato       | 23 febbraio 2016  | 8 agosto 2017   |
| 18 | Catherine Sanders         | Catherine Sanders               | 1º marzo 2016     | 9 agosto 2017   |
| 19 | Some Guy I'm Seeing       | Nuove avventure                 | 8 marzo 2016      | 10 agosto 2017  |
| 20 | Jimmy's 50th, Again       | La festa di compleanno di Jimmy | 26 aprile 2016    | 11 agosto 2017  |
| 21 | The Memorial              | Il funerale                     | 3 maggio 2016     | 14 agosto 2017  |
| 22 | The Cure                  | Emozioni                        | 10 maggio 2016    | 14 agosto 2017  |